# 運命に賭けたい論理
「運命に賭けたい論理」（うんめいにかけたいロンリー、英題：Lonely fate to be destined）は、5人組ガールズバンド・トゲナシトゲアリの5枚目のシングル。表題曲「運命に賭けたい論理」が2023年12月18日に、カップリング曲「サヨナラサヨナラサヨナラ」が2024年1月29日に各種音楽配信サービスにて配信された後、同年2月28日にマキシシングルとして発売された。

## 概要
トゲナシトゲアリはテレビアニメ『ガールズバンドクライ』の劇中に登場するバンドである。現実世界においては、テレビアニメに先行する形で結成され、メンバーはオーディションによって選出された。
表題曲「運命に賭けたい論理」とカップリング曲「サヨナラサヨナラサヨナラ」はどちらもトゲナシトゲアリの音楽性の幅を広げるために制作された。
「運命に賭けたい論理」はリリース日がクリスマスシーズンであったことから、悲しい歌詞でありながらトゲナシトゲアリのクリスマスソングという扱いとなっている。理名は「歌詞はトゲトゲの世界観ですけど、曲調としてはすごく明るいというか、トゲトゲの中では爽やかソングなので、伸びやかな声で歌うようにしています。」と語っている。
「サヨナラサヨナラサヨナラ」はテレビアニメ放送を前にし、今後ライブ活動を本格化するうえで、ジャジーかつ高速な曲を必要としていたことから制作された。非常に難易度の高い楽曲であり、プロデューサーの玉井健二は「トゲナシトゲアリなりの『紅』」と語っている。

## ミュージックビデオ
「運命に賭けたい論理」は2023年12月18日にYouTubeにて公開された。韓国出身のイラストレーター・モ誰が手掛けたイラストを使用したミュージックビデオとなっており、ガラスの破片に囲まれたアニメ作中のトゲナシトゲアリが描かれる、神秘的な映像となっている。
「サヨナラサヨナラサヨナラ」は2024年1月29日にYouTubeにて公開された。BerryVerrineが手掛けたイラストを使用したミュージックビデオとなっている。

## 批評
フリーライターの西廣智一はそれぞれの楽曲について以下のように評している。
同じくフリーライターの北野創は、Mikikiのコラム企画『二次元以上。-brilliant sounds from 2D and over』にて、両楽曲を「目が覚めるような2曲」と評し、「何より現在16歳のヴォーカル・理名による繊細さと鮮烈さを併せ持った歌声の求心力が凄まじい。閉塞的な空気に満ちた世の中をぶち壊してくれそうな気配に満ちた彼女たちの音楽は、間違いなく2024年の台風の目になることだ。」と述べている。

## 収録曲
| 全作詞・作曲: カイザー恵理菜。 |                                              |                |                |                    |      |
| #                              | タイトル                                     | 作詞           | 作曲・編曲     | 編曲               | 時間 |
| 1.                             | 「運命に賭けたい論理」                       | カイザー恵理菜 | カイザー恵理菜 | 玉井健二, 南田健吾 | 3:16 |
| 2.                             | 「サヨナラサヨナラサヨナラ」                 | カイザー恵理菜 | カイザー恵理菜 | 玉井健二, 大濱健悟 | 2:36 |
| 3.                             | 「運命に賭けたい論理」(Instrumental)         | カイザー恵理菜 | カイザー恵理菜 |                    | 3:16 |
| 4.                             | 「サヨナラサヨナラサヨナラ」(Instrumental)   | カイザー恵理菜 | カイザー恵理菜 |                    | 2:37 |
| 5.                             | 「極めよ牛丼」(ドラマパート)                 | カイザー恵理菜 | カイザー恵理菜 |                    | 9:10 |
| 6.                             | 「初めの一歩！……は甘くない!?」(ドラマパート) | カイザー恵理菜 | カイザー恵理菜 |                    | 9:53 |
| 7.                             | 「若様の逃亡」(ドラマパート)                 | カイザー恵理菜 | カイザー恵理菜 |                    | 9:43 |
| 合計時間:                      | 合計時間:                                    | 合計時間:      | 40:31          |                    |      |

| #  | タイトル                                         | 作詞 | 作曲・編曲 |
| -- | ------------------------------------------------ | ---- | ---------- |
| 1. | 「運命に賭けたい論理」(ミュージックビデオ)       |      |            |
| 2. | 「サヨナラサヨナラサヨナラ」(ミュージックビデオ) |      |            |